# 高漫翔

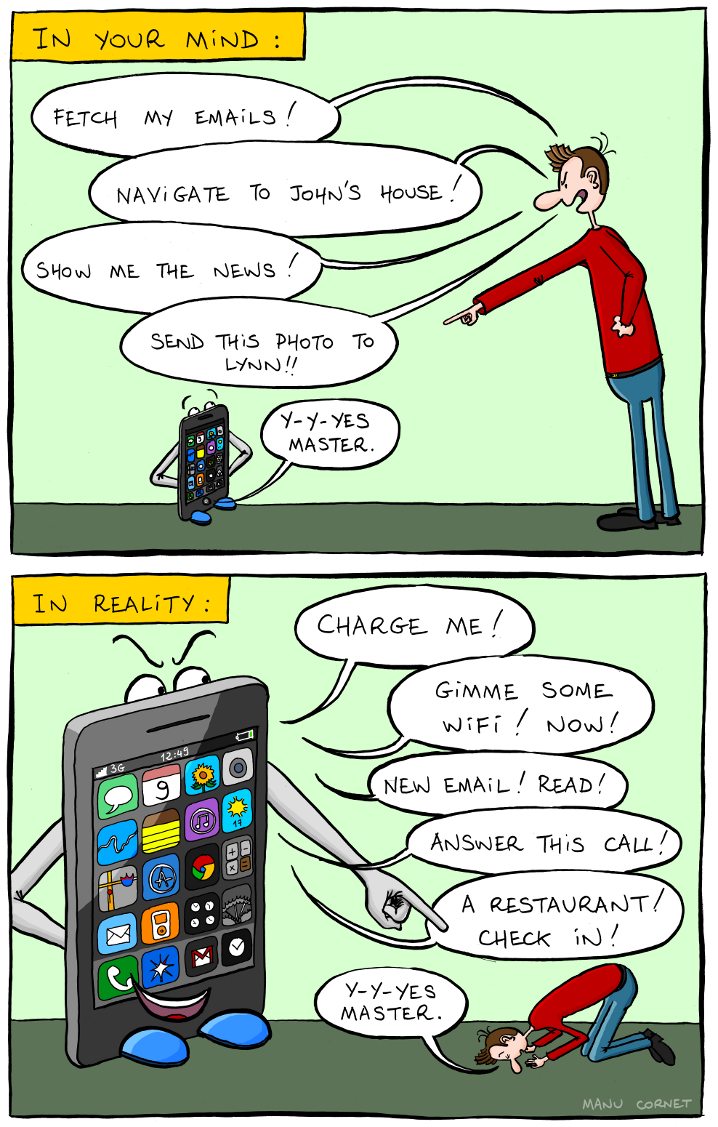
高漫翔的漫画"Mobile Relationship/手机关系"

高漫翔（英語：Emmanuel 'Manu' Cornet，1981年1月21日—）是一名法国编程员，卡通师，设计家，作者，音乐家，也是Google的一位工程师。 出生在巴黎，在巴黎和里昂的高等师范学校学习。高漫翔因他的漫画 和书籍The Crab and the Lamb而知名,这本书被Adriana Hunter翻译成为英文, 他的漫画曾在纽约时报, Mashable, Daring Fireball和商业内幕出版过。他目前在Google上班。